# 蓝头红嘴蜂鸟
蓝头红嘴蜂鸟（学名：Chrysuronia grayi），是雨燕目蜂鸟科的一种鸟类。
蓝头红嘴蜂鸟体重约5.6克，翼长约60.5毫米，嘴峰长约22.1毫米，喙宽度约2.6毫米，喙厚度约2毫米，跗蹠长约5.4毫米，尾长约33.4毫米。蓝头红嘴蜂鸟在其分布区内为留鸟，其栖息在半开放的灌木丛中，食性为草食性，主要食物来源是植物的花蜜。
蓝头红嘴蜂鸟分布于哥伦比亚西部和厄瓜多尔北部。该物种是单型物种，没有亚种分化。